# El alma de La Roja
El alma de La Roja es un documental sobre la Selección española de fútbol rodado en alta definición y dirigido por Santiago A. Zannou (ganador del Goya a la mejor dirección novel por la película El truco del manco) en el 2009. 
La historia de la selección, vista por sus protagonistas, con sus éxitos, con sus fracasos, con sus momentos más emotivos y con los más polémicos. Mención especial tienen los éxitos de la selección, desde la Eurocopa de 1964 hasta la conseguida en 2008. Además, Luis Enrique y Vicente Miera repasan un éxito único en el fútbol español, la medalla de oro en los Juegos Olímpicos de Barcelona 92. Un entrañable y emocionante repaso a la historia de una selección que "ha aprendido a perder y está aprendiendo a ganar".

## Argumento
El alma de La Roja, película del director Santiago Zannou, repasa las diferentes épocas de la selección española de fútbol, de moda tras su título en la Eurocopa de Naciones de 2008 y su condición de favorita para el Mundial de Sudáfrica 2010. De la mano de Zannou, la película realiza un viaje a través de las diferentes épocas vividas por “La Roja”, desde los comienzos a principios del siglo pasado hasta nuestros días, a través de importantes protagonistas de la historia del fútbol español como Di Stéfano, Ramallets, Pepe Claramunt, Víctor Muñoz, Luis Aragonés, Vicente Miera o Luis Suárez y, más recientemente, Torres, Villa, Senna, Casillas y Cesc, sin olvidar un pasado reciente con Hierro, Gordillo, Butragueño, Luis Enrique y Zubizarreta, entre otros muchos.